# Megasorex gigas

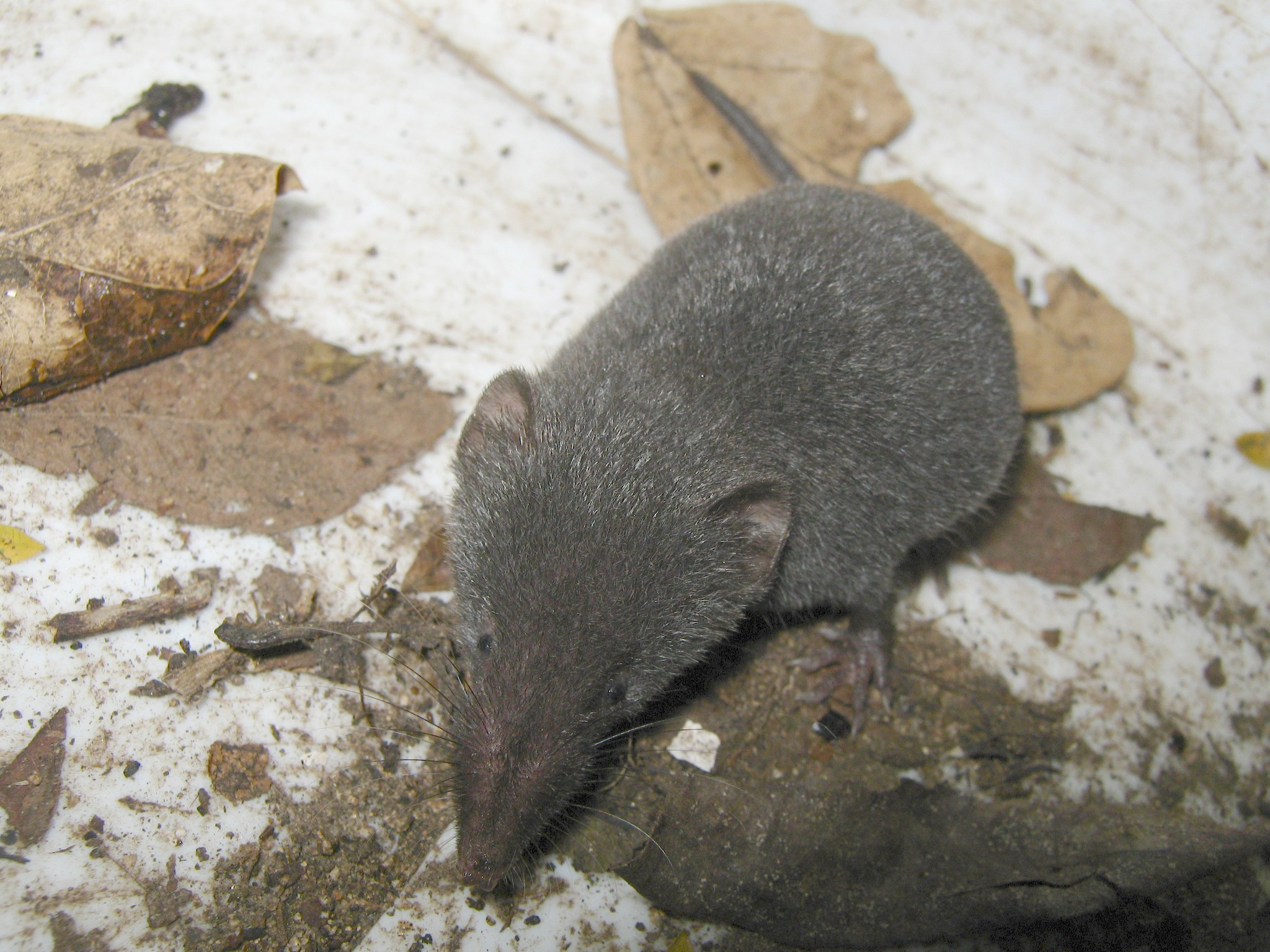
Megasorex gigas é uma espécie de mamífero endemico da região sudoeste do México, grandes proporções, cauda relativamente curta comparado com o corpo (1/3 do comprimento cabeça e corpo). Pelos de coloração cinzenta-prateada, com o ventre ligeiramente pálido. O crânio é largo e robusto.

Megasorex gigas é uma espécie de insetívoro da família Erinaceidae. Endêmica do México, onde é encontrado de Nayarit a Guerrero. É a única espécie do gênero Megasorex.
Normalmente apresenta 83-90 cm de comprimento, pesando entre 9,5-12 gramas.

## Referências

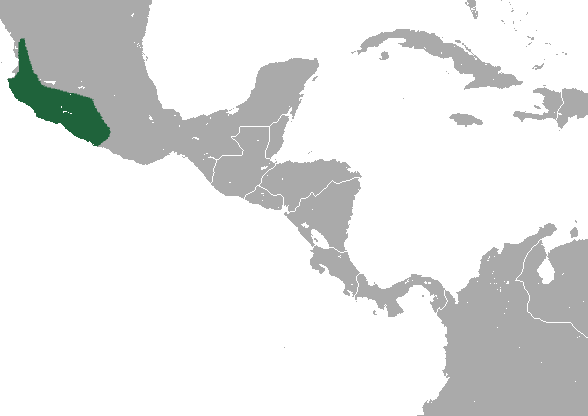
distribuição geográfica